# Bethelium ornatum
Bethelium ornatum là một loài bọ cánh cứng trong họ Cerambycidae.